# Funicular

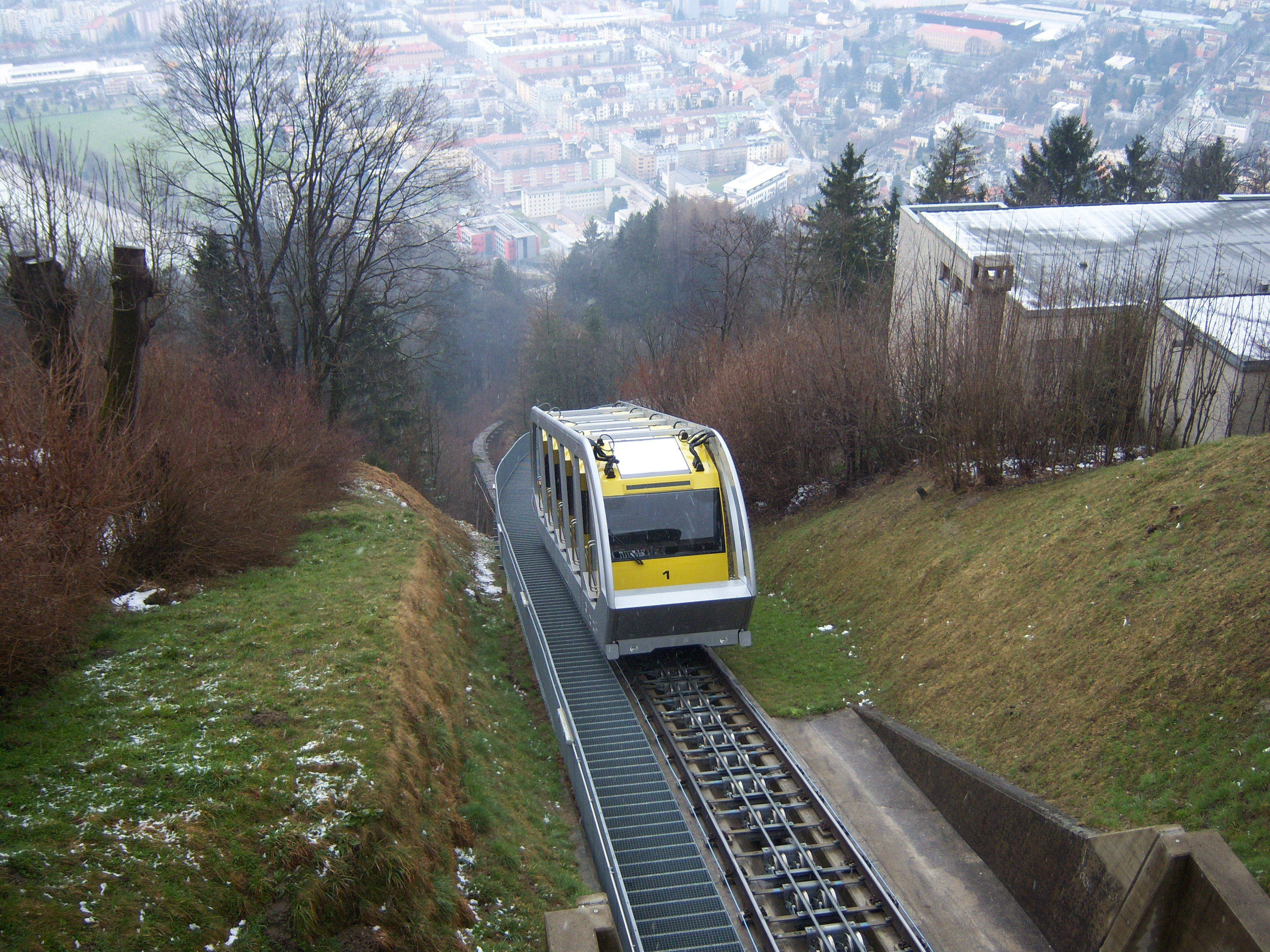
Funicular (Hungerbahn) a Innsbruck, Àustria

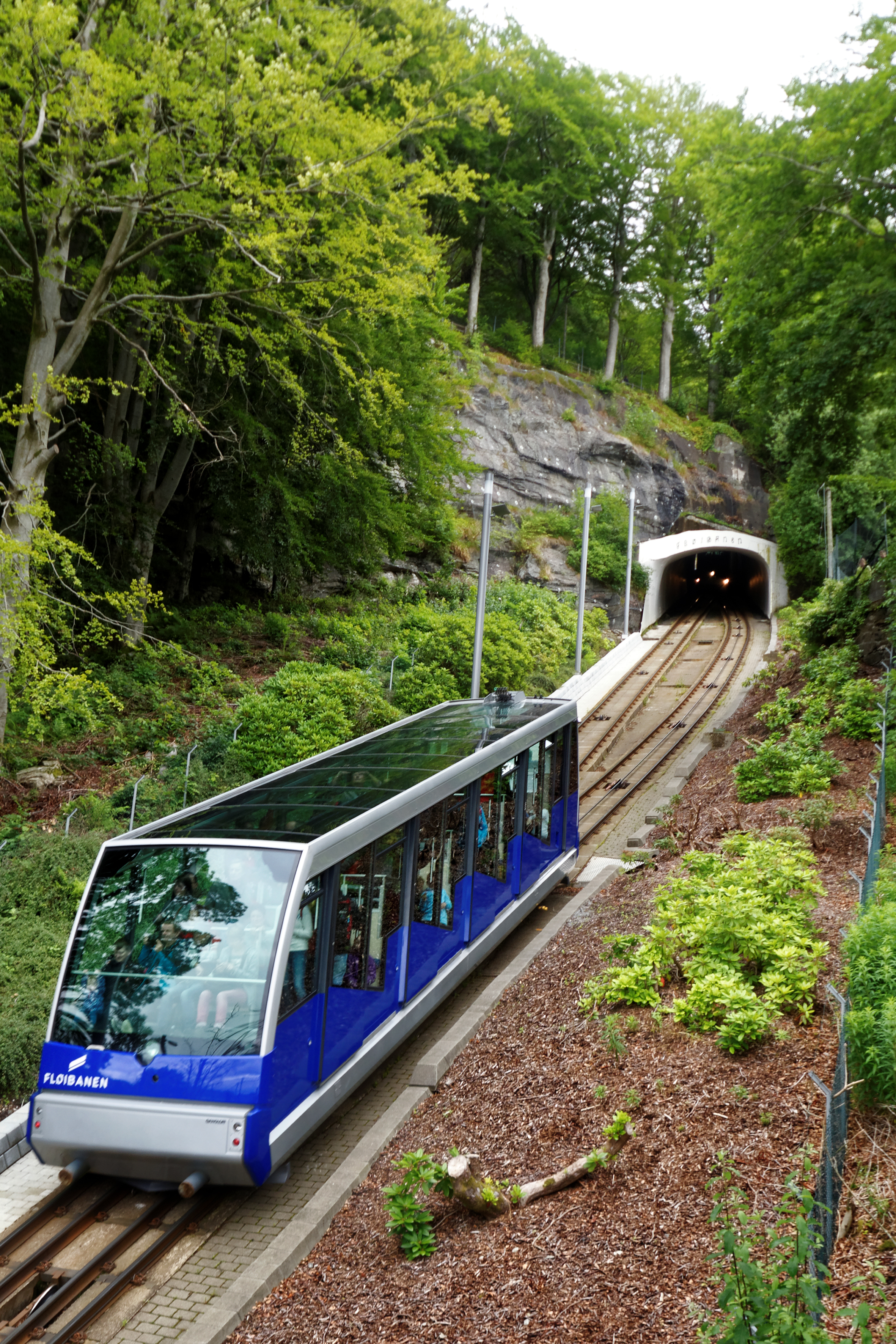
Funicular (Floyenbahn) a Bergen, Noruega

Un funicular és un remuntador constituït per 2 combois (cabines o grups de cabines) que circulen sobre rails i són estirades per un cable tractor. El seu nom deriva del llatí, funiculus, diminutiu de funis, que significa "corda".
Es pot dir que és l'equivalent terrestre del telefèric, canviant-ne els cables sostenidors per rails. Ara bé, en aquest cas, els rails són comuns per a les dues cabines i només al centre es bifurquen per a permetre el creuament de les cabines.
Els rails mantenen una inclinació aproximadament constant, que és compensada a dins la cabina per un terra pla però a diferents nivells, imitant uns grans esglaons. La capacitat de les cabines és força important, essent estrany que tinguin menys de cent places. El funcionament d'aquests aparells no és diferent al dels funiculars convencionals. Per contra, el que sí que és una característica comuna de la majoria de funiculars a estacions d'esquí és el fet de ser subterranis, si no completament, almenys en part. Això permet de no sotmetre's com la resta de remuntadors a la variabilitat de la superfície del terreny (tant pel que fa a pendent com a suport estructural) ni a les inclemències del temps, cosa que permet més dies d'obertura.
L'immens cost que suposa realitzar un túnel sota una muntanya limita la seva instal·lació a les situacions més adverses (sota de geleres, zones de vent), o emblemàtiques (remuntador principal de l'estació amb un gran desnivell). Les seves velocitats en avançar (al voltant dels 10m/s) són sensiblement superiors a la de la resta de remuntadors (excepte telefèrics i funitels).

## Funiculars a Catalunya
- Funicular de Montjuïc a Barcelona (1928-1929)[1]
- Funicular de Vallvidrera a Barcelona (1910)[1]
- Funicular del Tibidabo a Barcelona (1901)[1]
- Funicular de Gelida a Gelida (1924)[1]
- Funicular de Sant Joan a Montserrat (1918)[1]
- Funicular de la Santa Cova a Montserrat (1929)[1]
- Ascensor inclinat de Queralt a Santuari de Queralt (Berga)
- Ascensor inclinat de Cala Giverola a Tossa de Mar
- Antic Funicular de la Vall Fosca: Té el seu origen a la central hidroelèctrica de Capdella i finalitza a l'inici de la canonada forçada, és a dir, a l'inici del carrilet. Té una longitud de 2 km amb una estació intermèdia de transbord i salva un desnivell de 940 m aproximadament.
- Antic Funicular de la Vall de Núria: Feia, fins al 1985, el mateix recorregut que el posterior tren aeri de cabines pel qual seria substituït al 1987, comunicant l'estació de Núria del Tren Cremallera, amb l'edificació a on actualment s'hi ubica l'Alberg Pic de l'Àliga.